# Duitse militaire begraafplaats Kurwald
De Duitse militaire begraafplaats Kurwald is een militaire begraafplaats in Noordrijn-Westfalen, Duitsland. Op de begraafplaats rusten 322 Duitse militairen uit de Eerste en Tweede Wereldoorlog.